# Callao metróállomás
Callao metróállomás Spanyolország fővárosában, Madridban a madridi metró 3-as és 5-ös vonalán.

## Metróvonalak
Az állomást az alábbi metróvonalak érintik:
- 3-as metróvonal
- 5-ös metróvonal

## Kapcsolódó állomások
A metróállomáshoz az alábbi állomások vannak a legközelebb:
- Plaza de España (Moncloa, 3-as metróvonal)
- Gran Vía (Alameda de Osuna, 5-ös metróvonal)
- Sol (Villaverde Alto, 3-as metróvonal)
- Ópera (Casa de Campo, 5-ös metróvonal)